# نموذج العناصر الموزع

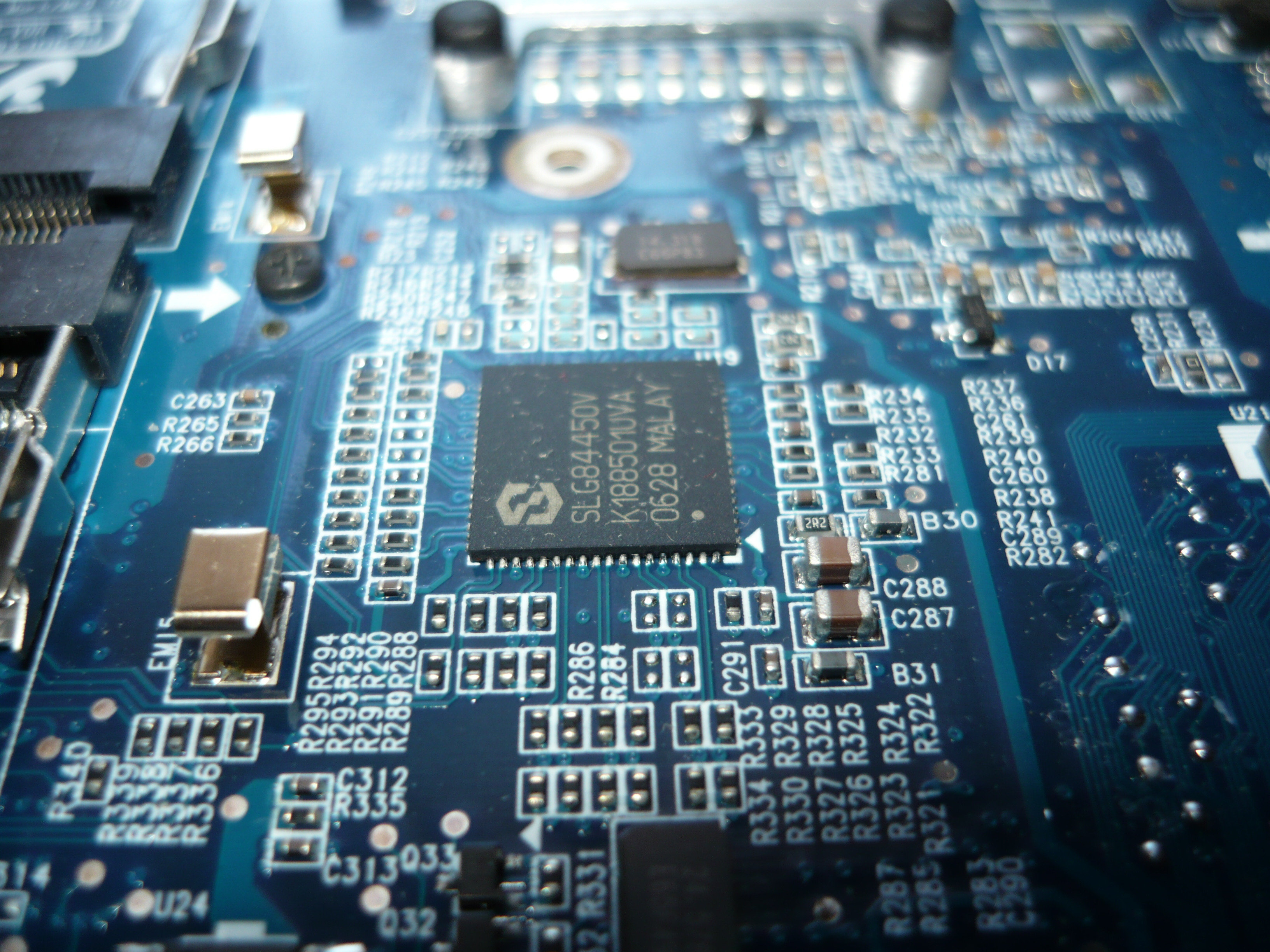
هندسة كهربائية.

في الهندسة الكهربائية يفترض نموذج العنصر الموزع أو نموذج خط النقل للدوائر الكهربائية أن سمات الدائرة (المقاومة والسعة والمحاثة) موزعة بشكل مستمر في جميع أنحاء مادة الدائرة. هذا على النقيض من نموذج العناصر المجمعة الأكثر شيوعًا، والذي يفترض أن هذه القيم مجمعة في مكونات كهربائية مرتبطة بأسلاك موصلة تمامًا.
في نموذج العناصر الموزعة، يكون لكل عنصر دارة صغيرًا إلى حد ما، ولا يُفترض أن تكون لعناصر التوصيل موصلات مثالية لديها مقاومة. على عكس نموذج العناصر المجمعة، فإنه يفترض وجود تيار غير منتظم على طول كل فرع والجهد غير المنتظم على طول كل سلك. يتم استخدام النموذج الموزع حيث يصبح الطول الموجي مماثلاً للأبعاد المادية للدائرة، مما يجعل النموذج المجمّع غير دقيق.
يحدث هذا عند الترددات العالية، حيث يكون الطول الموجي قصيرًا جدًا، أو على خطوط نقل منخفضة التردد وطويلة جدًا مثل خطوط الطاقة الهوائية.

## التطبيقات
يعتبر نموذج العنصر الموزع أكثر دقة ولكنه أكثر تعقيدًا من نموذج العناصر المجمعة. غالبًا ما يتطلب استخدام اللامتناهيات في الصغر لتطبيق حساب التفاضل والتكامل بينما يمكن حل الدوائر التي تم تحليلها بواسطة نموذج العناصر المجمعة باستخدام الجبر الخطي.
لذلك عادةً ما يتم تطبيق النموذج الموزع فقط عندما تتطلب الدقة إستخدامه. يعتمد موقع هذه النقطة على الدقة المطلوبة في تطبيق معين، ولكن بشكل أساسي يجب إستخدامه في الدوائر حيث أصبحت الأطوال الموجية للإشارات قابلة للمقارنة مع الأبعاد المادية للمكونات. غالبًا ما يتم اقتباس قاعدة هندسية أساسية (يجب عدم أخذها حرفيًا نظرًا لوجود العديد من الاستثناءات)، وهي أن الأجزاء الأكبر من عُشر الطول الموجي ستحتاج عادةً إلى تحليلها كعناصر موزعة.